# Enrique II de Borbón-Condé
Enrique de Borbón (Saint-Jean-d'Angély, 1 de septiembre de 1588-París, 26 de diciembre de 1646), tercer príncipe de Condé, hijo de Enrique I de Borbón-Conde y de Carlota Catalina de La Trémoille.
Tras el asesinato de su padre cuando aún no cumplía un año de vida, su educación estuvo a cargo del primo del fallecido, el rey de Francia Enrique IV de Francia.
La muerte del rey lleva a María de Médici a la regencia, durante este período el príncipe Enrique fomenta alianzas contra el gobierno corrupto, para calmar esto la reina acepta la entrada de Condé en el consejo de regencia durante 1615), pero a las pocas semanas lo arresta y lo conduce a la Bastilla de donde sería liberado por Luis XIII y le convertiría en uno de sus más fieles asesores.
Entre 1612 y 1616, y brevemente en 1620, desempeñó el cargo de Teniente general de la Nueva Francia, aunque nunca estuvo en el Nuevo Mundo.

## Matrimonio e hijos
Contrajo matrimonio con Carlota Margarita de Montmorency —nieta de Anne e hija de Enrique— la que le dio tres hijos protagonistas activos de la Fronda:
- Ana Genoveva de Borbón-Condé (1619–1679), casada con Enrique de Orleans, duque de Longueville.
- Luis de Borbón, duque de Enghien (1621–1686), después príncipe de Condé.
- Armando de Borbón (1629–1666), después príncipe de Conti.